# Don Scribner
Don Scribner ist ein US-amerikanischer Schauspieler, Synchronsprecher, Autor sowie ehemaliger Lehrer und Schuldirektor.

## Leben
Scribner wuchs in Ashland im US-Bundesstaat Wisconsin auf. Dreimal wurde seine Bewerbung von der Northland College abgelehnt. Später besuchte er das Ashland Teachers College. Er schloss sein Studium an der University of Wisconsin–Stevens Point ab. Nach seinem Master of Science, Tätigkeiten als Lehrer und Schulleiter, zog er nach Kalifornien um sich dem Schauspiel vollends zu widmen. Er war der jüngste Schulleiter im Bundesstaat Wisconsin.
Sein Filmdebüt feierte Scribner 1987 in den Filmen Jäger der verschollenen Galaxie als Zed, in Blood Moon als Richard Vargas und in Outlaw Force als Stage Hand. In den 1980er und 1990er Jahren folgten verschiedene Nebenrollen in Spielfilmen. 2003 hatte er die Rolle des Lou in The Cooler – Alles auf Liebe inne. 2005 hatte er eine Episodenrolle in der Fernsehserie It’s Always Sunny in Philadelphia. Weitere Filmrollen hatte er in Crossing Over – Der Traum von Amerika, Alien Armageddon und Step Up: Miami Heat. 2013 erschien sein erstes Buch Who Killed Love im Eigenverlag.

## Filmografie (Auswahl)
- 1987: Jäger der verschollenen Galaxie (Slave Girls from Beyond Infinity)
- 1987: Blood Moon
- 1987: Outlaw Force
- 1989: Future Force
- 1989: Wild Man
- 1990: Twisted Justice
- 1991: Highway Hunter
- 1992: Tuesday Never Comes
- 1992: Blazeland
- 1995: Knightwalks
- 1995: Heiße Flucht nach Vegas (Destination Vegas)
- 1996: Crossing Over (Kurzfilm)
- 1996: Nightshade – Die Nacht der Sünde (Night Shade)
- 1996: Glut der Begierde (Friend of the Family II)
- 1996: The Bible and Gun Club
- 1997: Rapid Assault – Entscheidung im Atlantik (Rapid Assault)
- 1997: Shoot It
- 1998: Maximum Security – Streng geheim (Maximum Revenge)
- 1999: The Escort III (Escort 3)
- 2000: Witchcraft XI: Sisters in Blood
- 2000: The Black Rose
- 2001: Savage Season
- 2003: The Cooler – Alles auf Liebe (The Cooler)
- 2004: Tomb of the Werewolf
- 2005: It’s Always Sunny in Philadelphia (Fernsehserie, Episode 1x07)
- 2005: Bikini Chain Gang
- 2006: Under Pressure (Kurzfilm)
- 2006: Cannibal Taboo
- 2007: Bewitched Housewives (Fernsehfilm)
- 2007: Girl with the Sex-Ray Eyes (Fernsehfilm)
- 2008: Boiler Maker
- 2008: Lucky Chance (Fernsehserie)
- 2008: Mystery ER (Fernsehserie, Episode 2x07)
- 2008: Two Rooms in the Valley
- 2009: Crossing Over – Der Traum von Amerika (Crossing Over)
- 2009: Tim and Eric Awesome Show, Great Job! (Fernsehserie, Episode 4x09)
- 2009: L.A. Crash (Fernsehserie, Episode 2x10)
- 2010: Make a Killing (Kurzfilm)
- 2011: Alien Armageddon
- 2012: Step Up: Miami Heat (Step Up Revolution)
- 2012: Spark (Kurzfilm)
- 2012: The Bigfoot Tapes
- 2013: All I Want for Christmas
- 2013: The Guide
- 2014: After Midnight
- 2014: Zombies in the Basement (Kurzfilm)
- 2014: Hide and Go Seek
- 2014: At the Maple Grove
- 2015: Hallucinogen
- 2015: Down the Scale (Kurzfilm)
- 2015: Appleton
- 2015: Homes of Horror (Fernsehserie, Episode 3x19)
- 2015: There Is Many Like Us (Dokumentation)
- 2015: Newark Ave.
- 2016: Encounter
- 2016: The Devil’s Garden (Fernsehfilm)
- 2016: Fallout: Revelation (Fernsehserie)
- 2017: The Twin (Fernsehfilm)
- 2017: All Wrong (Fernsehserie, Episode 1x07)
- 2017: JackRabbit 29
- 2017: The Coroner: I Speak for the Dead (Fernsehserie, Episode 2x10)
- 2017: Southern Tale
- 2017: The Doll
- 2018: 51 Nevada
- 2018: Hate Storm: A Prologue (Kurzfilm)
- 2019: Paint It Red
- 2019: Dear Frank
- 2019: Baking Christmas (Fernsehfilm)
- 2020: Ghost Town (Kurzfilm)
- 2020: Being Dead
- 2020: Proximity
- 2021: Waylaid (Kurzfilm)
- 2021: 616 Wilford Lane

## Synchronisationen (Auswahl)
- 2004: World of Warcraft (Videospiel)
- 2008: World of Warcraft: Wrath of the Lich King (Videospiel)
- 2010: Walking with the Promise
- 2010: The Book